# Palazzo dell’Immacolatella

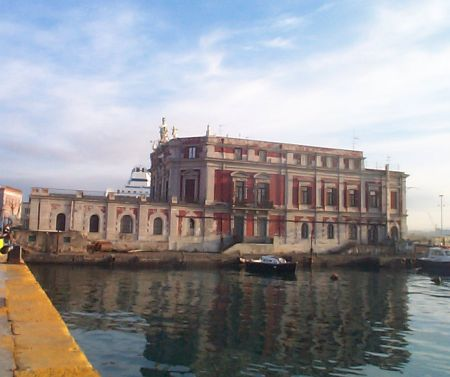
Palazzo dell'Immacolatella in Napels

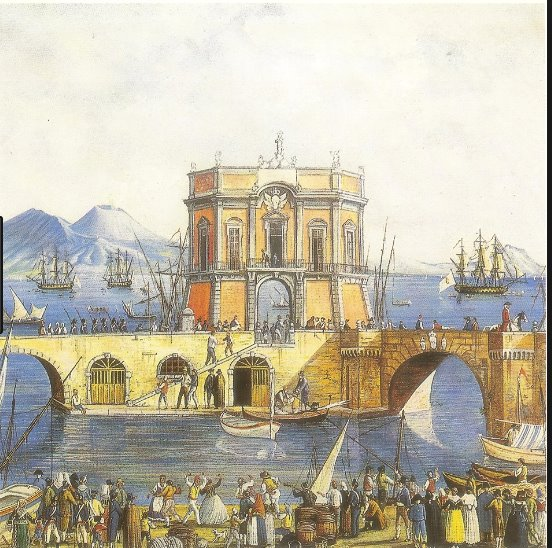
19e-eeuwse bedrijvigheid rond het Palazzo

Het Palazzo dell’Immacolatella (18e eeuw) is een laat-barok gebouw in de haven van Napels, Italië. 

## Naam
De naam verwijst naar de Mariabeeld op de voorgevel van het gebouw.

## Historiek
Karel VII, koning van Napels en Sicilië, droeg Domenico Antonio Vaccaro op een achthoekig gebouw te plaatsen op een schiereiland. Vaccaro was architect en beeldhouwer in Napels. De beelden van Maria en de engelen op de voorgevel zijn van de hand van Francesco Pagano. Het plan van Karel VII was deel van een groter project tot uitbouw van de haven van Napels (1740).
De functie van het Palazzo was oorspronkelijk sanitair: in het gebouw moesten dieren die aangevoerd werden in de haven, onderzocht worden en eventueel in quarantaine geplaatst worden.
In de 19e eeuw stond tijdelijk de Fontein van de Reus naast het gebouw. Toen werd de Fontein van de Reus ook genoemd Fontana dell’Immacolatella. In de 19e eeuw huisvestte het Palazzo dell’Immacolatella nog andere havendiensten; onder meer de havenmeester van Napels had er zijn kantoren. Nog in de 19e eeuw, alsook begin 20e eeuw, werd het Palazzo dell’Immacolatella het symbool van de miljoenen Zuid-Italianen die emigreerden naar Amerika. Meer dan twee miljoen inwoners uit het koninkrijk der Beide Siciliën, en later Zuid-Italië, verlieten langs het Palazzo hun vaderland.